# Despair – Eine Reise ins Licht
Despair – Eine Reise ins Licht ist ein Film des deutschen Autors, Darstellers und Regisseurs Rainer Werner Fassbinder aus dem Jahr 1978. Der auf Englisch gedrehte Film ist einer der ganz wenigen Fassbinder-Filme, bei denen Fassbinder nur gering am Drehbuch mitgewirkt hat. Das Drehbuch des britischen Dramatikers Tom Stoppard basiert auf dem Roman Verzweiflung (englischer Originaltitel: Despair) des russisch-amerikanischen Autors Vladimir Nabokov.
Der Film wurde von Bavaria Atelier hergestellt und von April bis Juni 1977 in 41 Tagen gedreht. Der britische Star-Schauspieler Dirk Bogarde spielt die Hauptrolle. Mit Produktionskosten von ca. 6 Millionen DM war der Film der bis dahin teuerste Film von Fassbinder. Die Uraufführung erfolgte am 19. Mai 1978 beim Filmfestival von Cannes und zeitgleich in der Bundesrepublik Deutschland im Kino; das ARD-Fernsehen sendete den Film am 30. August 1981.
Der Film zeigt einen Mann, der unter privaten, beruflichen und gesellschaftlichen Sorgen leidet und an Schizophrenie erkrankt. Als Ausweg in ein neues Leben fingiert er seine Erschießung durch den Kleidertausch mit einem Mann, den er für seinen Doppelgänger hält. Der Film ist dem an Schizophrenie erkrankten Antonin Artaud (Filmschaffender) und Unica Zürn (Schriftstellerin) sowie dem Maler Vincent van Gogh gewidmet, der an Wahnvorstellungen, Albträumen sowie Depressionen litt.

## Handlung
Hermann lebt während der Zeit der Weimarer Republik in Berlin. Mit wechselnden Identitäten kam er nach dem Ersten Weltkrieg aus Russland dort an, wo ihm sein deutsch-baltischer Vater und seine vermutlich jüdische adelige Mutter („eine Rothschild“) eine Schokoladenfabrik vererbt haben.
Die Ehe mit seiner ungebildeten Frau Lydia ist dadurch gekennzeichnet, dass er sie herablassend für dumm, aber schön hält. Die Beziehung wird merklich kühler, als Lydia und ihr paradiesvogelhafter Cousin, der mittellose Maler Ardalion, immer offener ein Verhältnis vor Hermanns Augen führen. Zynisch zählt Hermann die Interessen auf, die ihn von Lydia trennen, und erklärt gleichzeitig, warum sie ein perfektes Paar sind: Hermann sei der Herrscher, den Lydia brauche. Als er für zwei Tage auf Geschäftsreise muss und Ardalion bei Lydia weiß, sagt er ihr, dass er kurz vor einem Mord stehe.
Die Führung der geerbten Firma ist für Hermann eine Bürde, von der er verbittert sagt, dass er sich darüber nie beklagt habe. Dafür verachtet er seine Mutter, „eine fette Bourgoise“, die ihn von einer Gouvernante kontrollieren ließ und seinen Vater vor Kummer ins Grab gebrachte habe. Als die Weltwirtschaftskrise 1930 auf ihren Höhepunkt zusteuert, gerät auch Hermanns Firma in die Krise. Er gesteht sich ein, voller Angst zu sein, will aber sich „selbst zuliebe durchhalten“. Die von ihm angestrebte Fusion mit einer Düsseldorfer Schokoladenfabrik scheitert. Als er aus Düsseldorf zurückkommt, gerät er kurz in Panik, als er glaubt, sein Produktionsleiter Müller sei gegangen – bis er erfährt, dass die Sekretärin (gespielt von Fassbinders Mutter) den Rücktritt des Reichskanzlers Müller meinte. Auf der Straße beobachtet er beunruhigt, wie Nazis die Scheiben eines jüdischen Geschäfts einwerfen.
Hermann findet Gefallen daran, seinen Körper zu verlassen: Während er zu Beginn Lydia liebt, besteht er auf einer offen stehenden Tür, damit er sich vom Wohnzimmer aus beobachten kann. Später tauscht er die Positionen und sitzt tatsächlich im Sessel, wo er sich bei Lydia am Bett stehend mit einer Reitpeitsche in der Hand sieht. Einen vermeintlichen Arzt fragt er nach dessen Wissen über Schizophrenie, da er ein Buch darüber schreiben wolle. Der Arzt stellt sich als Versicherungsvertreter heraus, bei dem er eine Lebensversicherung kauft.
Im Kino sieht Hermann einen Film mit einem Doppelgänger. In einem Spiegelkabinett entdeckt er den arbeitslosen Felix und erkennt in ihm sein perfektes Spiegelbild, einen geeigneten Doppelgänger. Felix ist anfangs irritiert, dass Hermann eine Ähnlichkeit sieht. Er lässt sich aber auf Hermann ein, weil er sich eine feste Arbeit von ihm verspricht, und gibt ihm seine Adresse. Unter steigendem privaten, beruflichen und gesellschaftlichen Druck erscheint Hermann der vermeintliche Doppelgänger in unruhigen Träumen, in denen Felix ihn umbringt. Er sucht Felix auf und bittet ihn, sich für einen Moment als sein Doppelgänger sehen zu lassen. Obwohl Felix die Schauspielerei verachtet, willigt er ein, als Hermann ihm 1000 Mark anbietet.
Mit zunehmender Freude bereitet Hermann alle Details eines perfekten Mordes vor: der Auslöschung seiner Existenz. Ardalion schickt er – angeblich auf Lydias Wunsch – mit einem Geldgeschenk zum Malen in die Schweiz. Dem Versicherungsvertreter zeigt er den fingierten Drohbrief eines Erpressers. Lydia macht er glauben, dass er seinen Zwillingsbruder getroffen habe, der eine gescheiterte Mörderexistenz sei; um ihm seine Selbstachtung zurückzugeben, werde er ihm beim Selbstmord helfen, aber vorher die Kleider tauschen. Wenn Lydia die Versicherungssumme erhalten habe, solle sie ihm in die Schweiz folgen.
Der Plan gelingt: Felix glaubt an das Rollenspiel, tauscht mit ihm die Kleider und wird erschossen. In der Schweiz wartet Hermann auf ein Lebenszeichen von Lydia. Aus der Zeitung erfährt er, dass er gesucht wird. Er kann es nicht fassen, dass die Polizei ihn nicht für den Erschossenen hält, und zieht sich immer tiefer in die Berge zurück. Dort wird er von Ardalion gesehen und an die Polizei verraten. Bei der Überstellung erklärt er, dass er Schauspieler sei und gerade ein Film gedreht werde. Er käme gleich raus. Der Film endet mit seiner Bitte, die Polizisten zurückzuhalten, „damit ich fliehen kann“.

„Ich war ein Schwarzhemd, das in der Weißen Armee die Roten bekämpfte; dann war ich selbst in der Roten Armee und zog gegen die Braunhemden, und jetzt bin ich nur noch ein Yellow Belly (Feigling) in einem braunen Geschäft.“

## Historischer Kontext
Stoppard und Fassbinder zeigen mit dem Produktionsleiter Müller das 1930 erstarkende Selbstbewusstsein der Nationalsozialisten. Müller gibt den Reparationszahlungen die Hauptschuld für die Krise und hält übergeschnappte Reden vom führenden Platz Deutschlands in Europa. Beim Düsseldorfer Schokoladenfabrikbesitzer wird die Begeisterung eines Unternehmers für die Nationalsozialisten deutlich, der diesen gerade gespendet hat. Ardalion steht für die Sorglosen, die sich Anfang der 1930er Jahre nicht vorstellen können, dass die Nationalsozialisten bei einer Wahl viel mehr als 5 % Stimmen bekommen könnten.

## Auszeichnungen
Deutscher Filmpreis („Bundesfilmpreis“) 1978 in 3 Kategorien:
- Filmband in Gold für Beste Regie an Rainer Werner Fassbinder
- Filmband in Gold für Beste Kamera an Michael Ballhaus
- Filmband in Gold für Beste Ausstattung an Rolf Zehetbauer